# 普拉河 (加納)

普拉河（Pra River ）是西非國家加納的主要河流，從夸胡高原發源地往南流經種植可可的田地，最終在塞康第─塔科拉迪以東注入大西洋的畿內亞灣，河道全長240公里。

## 外部連結
- . Monga Bay.   [2009-03-18]. （原始内容存档于2019-10-21）.

5°1′N 1°37′W / 5.017°N 1.617°W